# POCKET (永井真理子のアルバム)
『POCKET』（ポケット）は永井真理子2枚目のベスト・アルバム。

## 概要
初のオリコンチャートで1位を獲得した作品。「大好き」に続くベスト・アルバム第2弾。選曲は「大好き」との重複が避けられているほか、8か月前にリリースされたオリジナル・アルバム「Catch Ball」からは「ミラクル・ガール」を除き対象外となっている。先行シングル「ZUTTO」、書き下ろし楽曲「さよならの翼」「POCKET」を収録。「POCKET」のみデビューから初めて根岸が永井楽曲の編曲を手掛けていない楽曲。初回限定盤と通常盤の2形態で発売。初回限定盤にはポーチが付属。

## 収録曲
| 全編曲: 根岸貴幸（#14, 編曲: 吉川忠英）。 |                                            |            |            |       |
| #                                         | タイトル                                   | 作詞       | 作曲       | 時間  |
| 1.                                        | 「自分についた嘘」                         | 亜伊林     | 谷口守     | 3:46  |
| 2.                                        | 「市場へ行こう」                           | 浅田有理   | 北野誠     | 3:31  |
| 3.                                        | 「ミラクル･ガール」                        | 亜伊林     | 藤井宏一   | 3:43  |
| 4.                                        | 「悲しまないで」                           | 亜伊林     | 谷口守     | 3:55  |
| 5.                                        | 「Keep On “Keeping On”」                   | 永野椎菜   | 辛島美登里 | 4:39  |
| 6.                                        | 「ZUTTO」                                  | 亜伊林     | 藤井宏一   | 5:51  |
| 7.                                        | 「Change」                                 | 只野菜摘   | 藤井宏一   | 3:57  |
| 8.                                        | 「Ready Steady Go!」                       | 亜伊林     | 前田克樹   | 3:29  |
| 9.                                        | 「Mind Your Step」                         | 亜伊林     | 谷口守     | 4:22  |
| 10.                                       | 「Pepper And Salt」                        | 亜伊林     | 谷口守     | 3:46  |
| 11.                                       | 「心が風邪をひいた」                       | 亜伊林     | 前田克樹   | 3:17  |
| 12.                                       | 「Higher In The Sky」                      | 浅田有理   | 根岸貴幸   | 4:28  |
| 13.                                       | 「さよならの翼」                           | 浅田有理   | 前田克樹   | 5:17  |
| 14.                                       | 「POCKET」(コーラスアレンジ: 木戸やすひろ) | 永井真理子 | 吉川忠英   | 3:34  |
| 合計時間:                                 | 合計時間:                                  | 合計時間:  | 合計時間:  | 57:35 |

### 解説
1. 自分についた嘘
2. 市場へ行こう
3. ミラクル･ガール
  - 読売テレビ系アニメーション『YAWARA!』初代オープニングテーマ
4. 悲しまないで
5. Keep On “Keeping On”
6. ZUTTO
  - フジテレビ系『邦ちゃんのやまだかつてないテレビ』エンディングテーマ
7. Change
8. Ready Steady Go!
9. Mind Your Step
10. Pepper And Salt
11. 心が風邪をひいた
12. Higher In The Sky
13. さよならの翼
14. POCKET